# Kněžice (Podbořany)
Kněžice jsou malá vesnice, část města Podbořany v okrese Louny. Nachází se asi sedm kilometrů severně od Podbořan. V roce 2011 zde trvale žilo 83 obyvatel.
Kněžice leží v katastrálním území Kněžice u Podbořan o rozloze 12,03 km². V katastrálním území Kněžice u Podbořan leží i Mory a Oploty. Na východním okraji vesnice se nachází soutok Doláneckého potoka s Leskou.

## Historie
První písemná zmínka o Kněžicích pochází z roku 1295, kdy vesnice patřila vladykovi Bohuslavovi z Kněžic. V letech 1358–1393 byl připomínán Přech z Kněžic, který měl patronátní právo ke zdejšímu kostelu svaté Kateřiny. Přechův nástupce Oldřich zastával úřad žateckého rychtáře a roku 1392 nechal původně dřevěný kostel přestavět. Posledním majitelem z rodu vladyků z Kněžic byl roku 1409 připomínaný Zachariáš.
Zřejmě už ve čtrnáctém století ve vsi stála tvrz. Během husitských válek vesnici získal Ota z Ilburka. Po něm ji zdědila vdova, která zemřela nejpozději v roce 1437. Poté vesnice patřila Jindřichovi ze Sedčic a Jiřímu Vršovi ze Sadlna, ale oba zemřeli bez dědiců, a roku 1474 statek připadl jako odúmrť králi Vladislavovi. Od něj ho dostal Beneš z Veitmile.
Podle Augusta Sedláčka kněžický statek, ke kterému patřila tvrz se dvorem, kostelem a vesnicí, někdy poté získal Beneš ze Sadlna a sídlil v Kněžicích ještě v roce 1483. Po něm vesnici vlastnil Václav Pětipeský z Chýš a Egerberka, od kterého ji koupil Brikcí Štampach ze Štampachu. Rudolf Anděl uvádí, že Václav Pětipeský z Chýš Kněžice koupil v roce 1496 od dědiců Beneše z Veitmile spolu s Radonicemi, Čejkovicemi, Žabokliky, Libědicemi, Oploty a Kašticemi. Václav Pětipeský kaštické panství postoupil svému bratru Jindřichovi a od něj je koupil Brikcí Štampach ze Štampachu.
Brykcí se roku 1564 v Kněžicích utopil a jeho majetek si rozdělili synové: Adam zdědil Oploty a Brykcí mladší Kněžice. Brykcí mladší Štampach ze Štampachu zemřel v roce 1615 a statek zdědil jeho syn Vilém Štampach. Ten se však zúčastnil stavovského povstání v letech 1618–1620, za což mu byl zkonfiskován majetek. Někdy v té době kněžická tvrz zpustla a už nebyla obnovena. Vilém odešel do exilu v Sasku a vesnici koupil nejvyšší lajtnant collaltského regimentu François de Couriers. Roku 1633 ji po něm zdědili synové. V roce 1652 Kněžice jako sirotčí statek koupil hrabě Maxmilián z Martinic a připojil je k Morům.

## Obyvatelstvo
Při sčítání lidu v roce 1921 zde žilo 288 obyvatel (z toho 141 mužů), z nichž bylo 24 Čechoslováků a 264 Němců. Až na jednoho evangelíka se hlásili k římskokatolické církvi. Podle sčítání lidu z roku 1930 měla vesnice 294 obyvatel: 71 Čechoslováků a 223 Němců. Kromě dvou evangelíků, osmi členů církve československé a dvou lidí bez vyznání byli římskými katolíky.
|                                                                         | 1869 | 1880 | 1890 | 1900 | 1910 | 1921 | 1930 | 1950 | 1961 | 1970 | 1980 | 1991 | 2001 | 2011 |
| ----------------------------------------------------------------------- | ---- | ---- | ---- | ---- | ---- | ---- | ---- | ---- | ---- | ---- | ---- | ---- | ---- | ---- |
| Obyvatelé                                                               | 257  | 252  | 258  | 246  | 249  | 288  | 294  | 129  | 138  | 104  | 106  | 97   | 101  | 83   |
| Domy                                                                    | 41   | 43   | 47   | 50   | 52   | 52   | 56   | 48   | 89   | 31   | 26   | 36   | 39   | 42   |
| Počet domů z roku 1961 zahrnuje také domy místních částí Mory a Oploty. |      |      |      |      |      |      |      |      |      |      |      |      |      |      |

## Pamětihodnosti
- U silnice k Morům stojí barokní výklenková kaple členěná pilastry a zakončená štítem se sochou svatého Floriána. Ve středovém výklenku se nachází reliéf Nejsvětější Trojice a bočních výklencích bývaly sochy svatého Vavřince a svatého Jana Nepomuckého.[10]
- Venkovský hrázděný dům u čp. 19
- Venkovská usedlost čp. 9
- Venkovský dům čp. 18
- Zvonice
- Socha Krista na hoře Olivetské z roku 1721 stojí ve středu vesnice na trojbokém podstavci s figurálními reliéfy.[10]
- U domu čp. 18 stojí sloup se sousoším Nejsvětější Trojice z konce osmnáctého století s reliéfy svatého Rocha, svatého Václava a svatého Šebestiána.[10]
- Na jižním okraji vesnice stojí kostel svaté Kateřiny zmiňovaný jako farní již ve čtrnáctém století. Dochovaná podoba pochází z úprav provedených v devatenáctém století.[10]

## Galerie

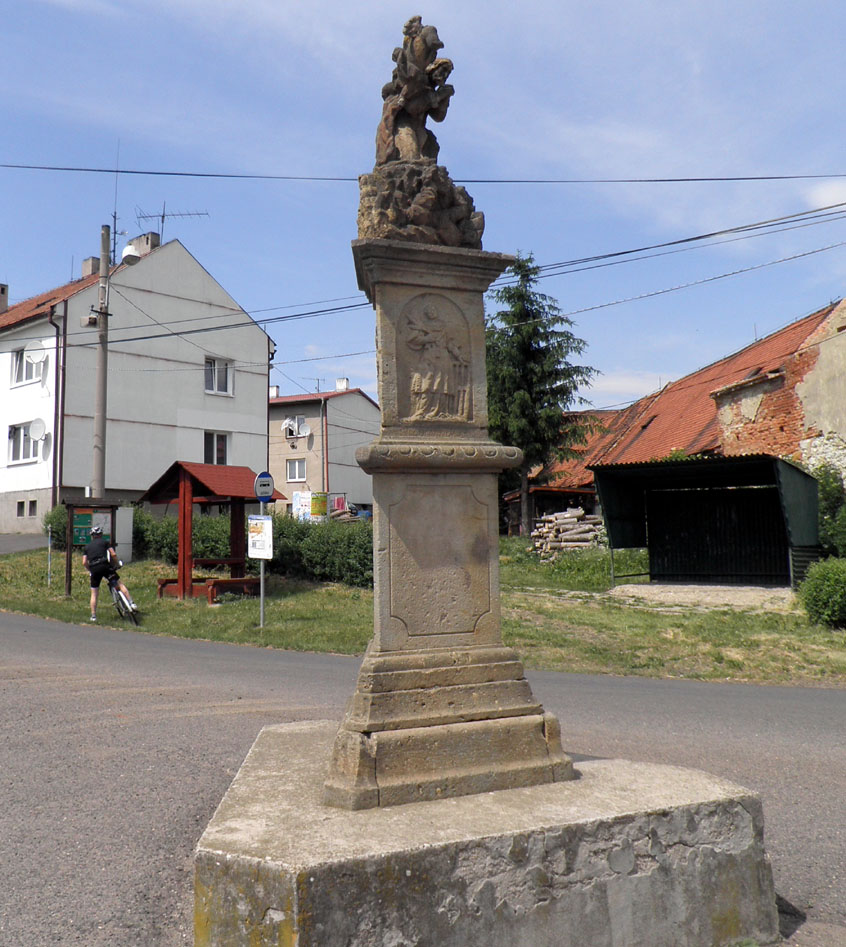
Plastika Krista na hoře Olivetské
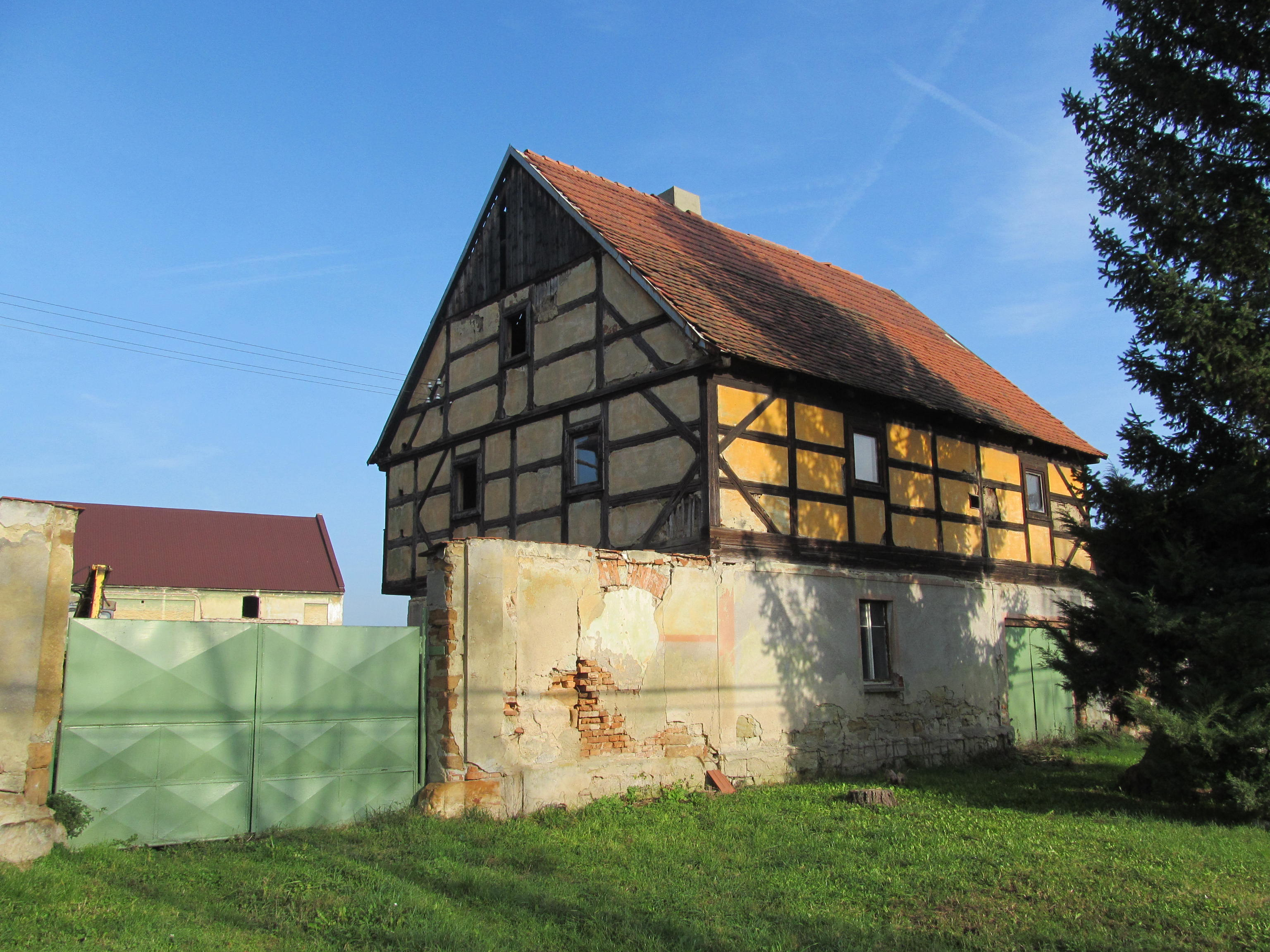
Hrázděné stavení čp. 18
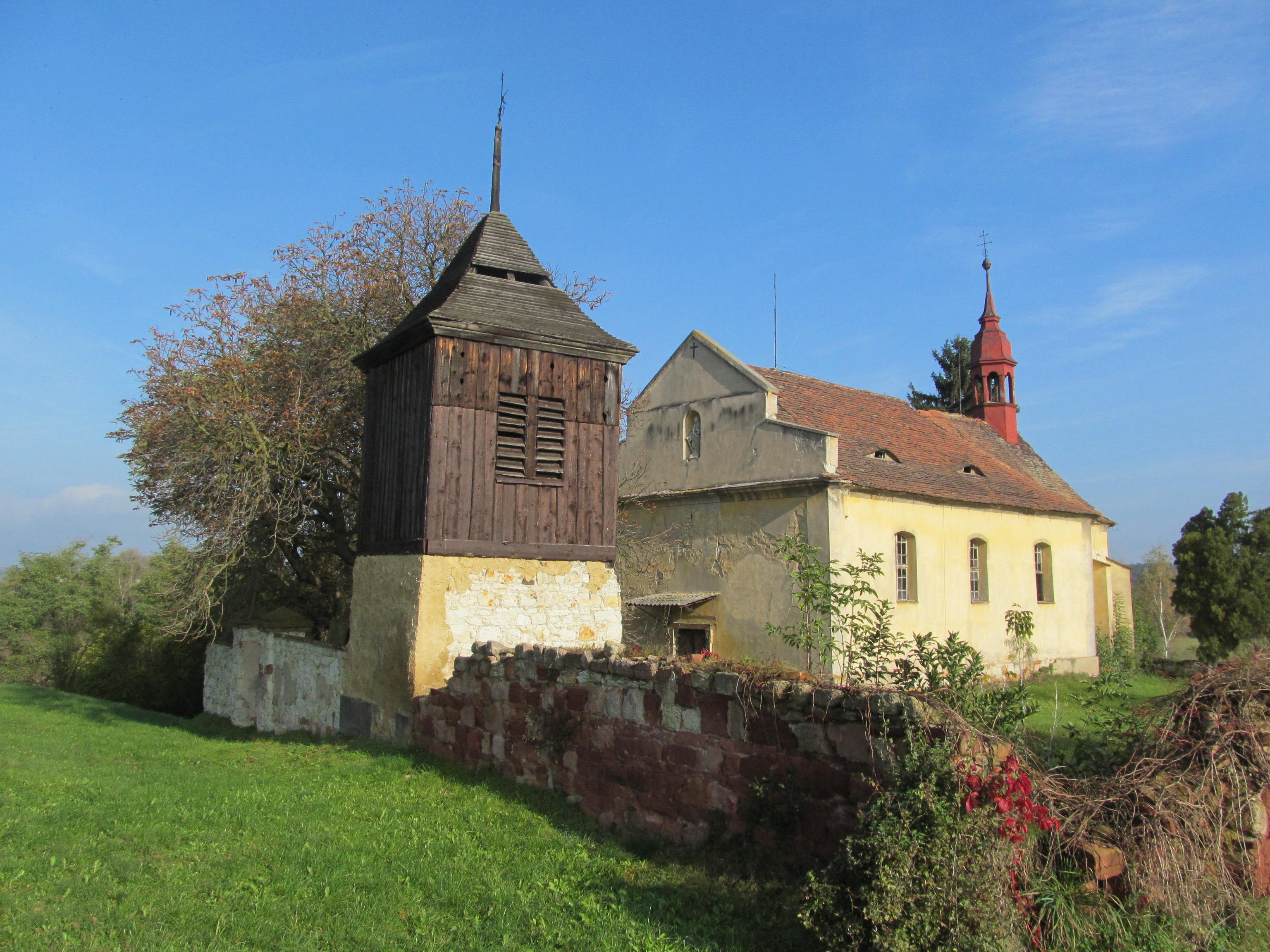
Zvonice s kostelem svaté Kateřiny
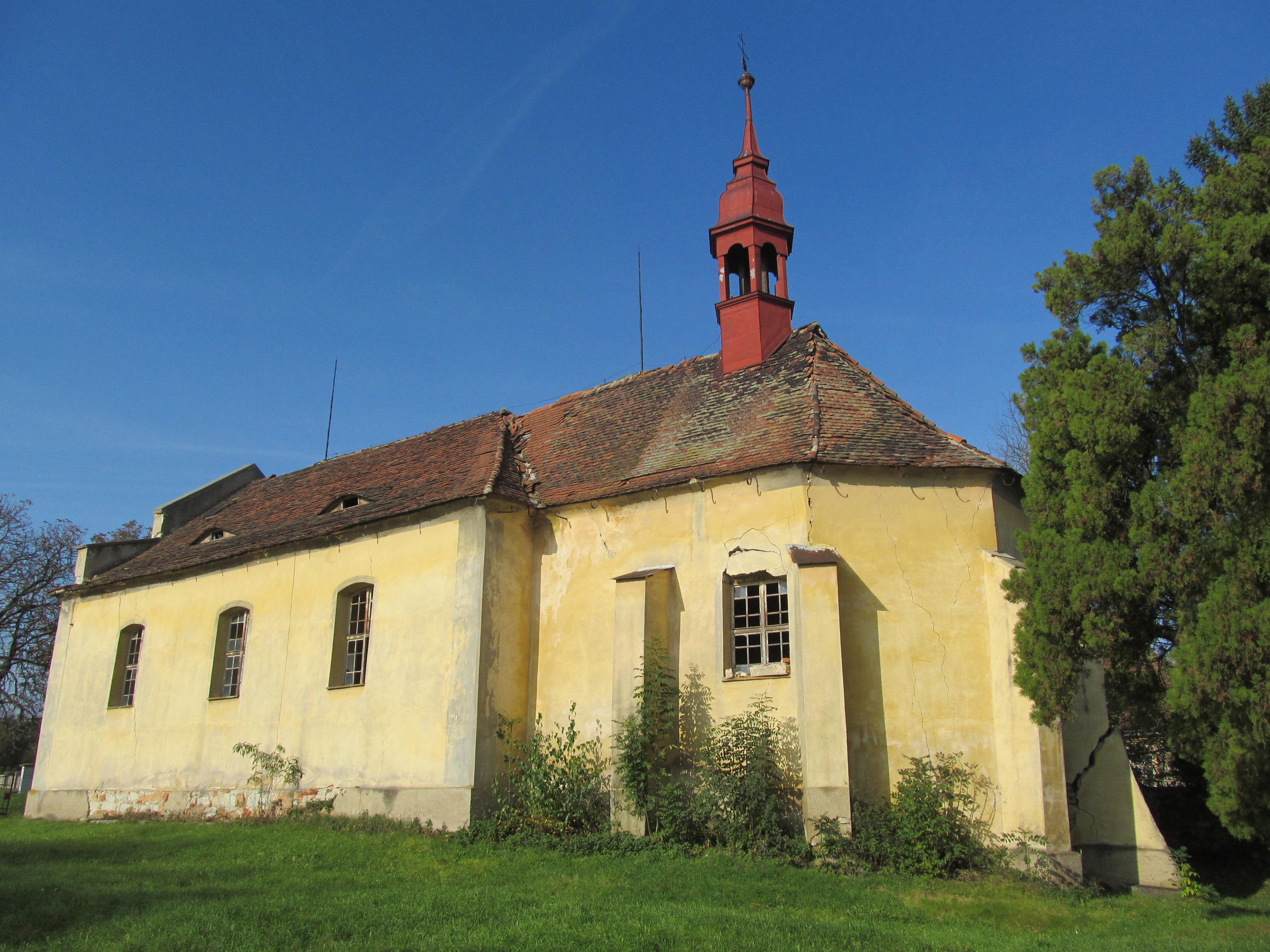
Presbytář kostela svaté Kateřiny
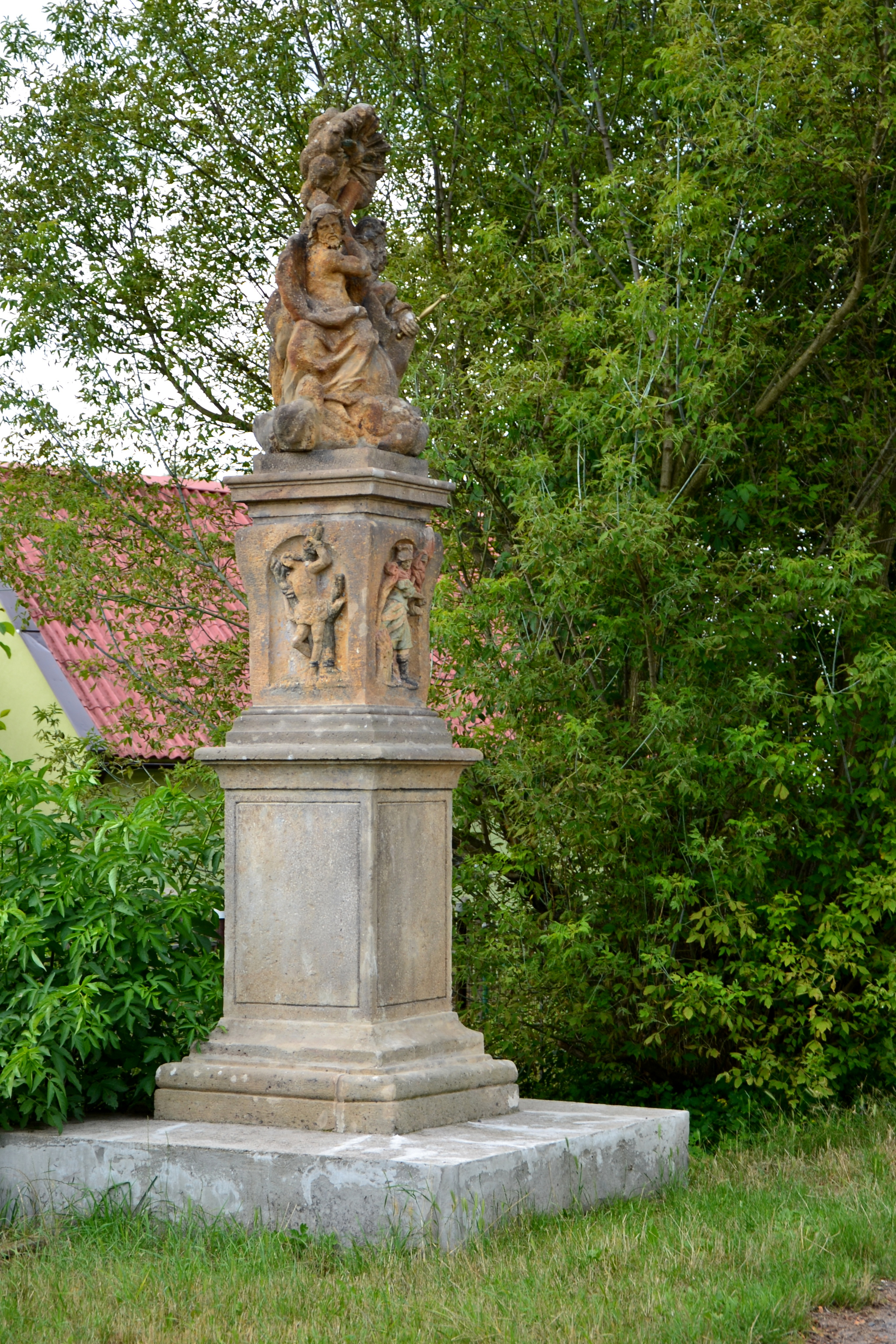
Sloup se sousoším Nejsvětější Trojice